# ジョン・マキム

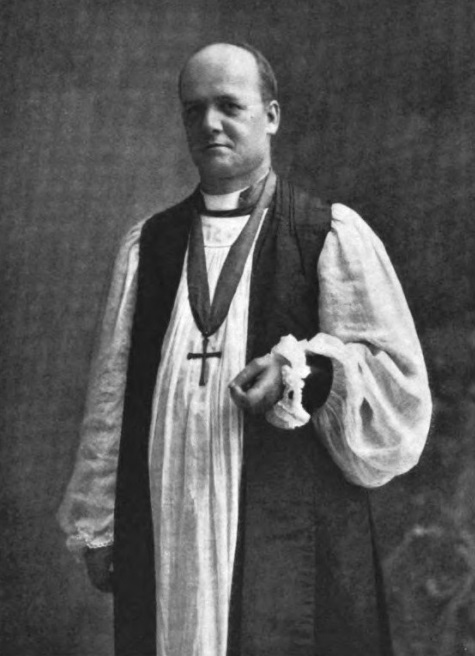
ジョン・マキム

ジョン・マキム（英語: John Mckim、1852年7月17日 - 1936年4月4日）は、米国聖公会の主教・宣教師。初代日本聖公会北東京地方部（現北関東教区）の主教（監督）。日本における聖公会伝道に尽力した。立教学院元理事長、聖路加女子学園（現・聖路加国際大学）元理事長。ジョン・マッキムとも転写される。

## 生涯
1852年、マサチューセッツ州ピッツフィールドでスコットランド出身の商人ジェームス・マキムとメアリ―・アン・マキムの長男として生まれる。彼の母親は、ピッツフィールドの有名なダンバー家の一員であった。
地元のパブリックスクールに通った後、アイオワ州のグリスウォルド大学（現・リバーモント大学）に入学。大学卒業後、母の信仰と祈りにより、1876年にウィスコンシン州のナショタ神学院に入学。
1879年に神学校を卒業し、司祭按手を領し、ラポート教会で牧師を務めた。神学校の先輩で、立教学校（現・立教大学）校長であったクレメント・T・ブランシェ（Clement T. Blanchet）の帰国演説に感動し、宣教師として来日を決意する。また、ブランシェに加えて、クーパーの日本伝道報告も聞いた。同年10月に米国聖公会から宣教師に任命される。
1880年3月に妻とともに来日。大阪市川口居留地にある照暗女学校（現・平安女学院）のチャプレンとなる。大阪、大和地方一体に伝道活動を行った。堺聖テモテ教会、奈良基督教会等の伝道の開始もジョン・マキムによる。聖職のかたわら、米国聖公会支援のもと設立された奈良英和学校で教える。
1893年、日本聖公会の初代主教チャニング・ウィリアムズの後任として主教に就任。東京・京都・関東をはじめとした広範な地域における諸教会の創立、学校・病院等の創立・発展に尽力した。作曲家の瀧廉太郎に堅信礼を授けた。1892年には米国聖公会が運営する大阪の照暗女学校が京都へ移転して新しい学校（平安女学院）の設立が決まっており、マキムは津田梅子を新校長に招聘することを決めた。梅子も学校再編案に大変興味を示し、華族女学校の辞職を文部省が認めてくれればという条件で申し出を受諾した。しかし、文部省が梅子の辞職を認めなかったため、適当な校長を得るまで開校を延期することとなった。加えて日本政府が居留地外に外国資産を認める確証が得られるまで女学院の本館建設を延期した。
1893年6月から立教学院の理事長に就任し、1935年11月まで務めた。特に学校教育の面では、当時の日本における欧化の流行の終焉や、米国聖公会・英国聖公会からの資金援助の不足という困難な情勢下にあって、立教学校（現立教大学等の母体）の維持・発展に努めた。特に1899年に出された、認可校におけるキリスト教教育、および儀式を禁じるという文部省訓令第12号に対しては、当時の立教学校総理アーサー・ロイドとともに対策を練り、学校における宗教教育の可否を巡って文部大臣をはじめとする当局との困難な交渉にあたり、一定程度の当局からの許可という成果を挙げ、宗教教育を逆に従前よりも拡充する成功をみた。米国聖公会に対してこれらの成果を報告するとともに資金援助も取り付けている。
1898年9月には、マキムは婦人伝道師を養成する女学校を宮城県仙台市に創設している。女学校は、1913年に青葉女学院と改称されて保姆養成部を併設し、同じ聖公会が設立した米国コロンビア大学の幼児教育専門課程を経た教授陣によって近代的な教育が実践され、東北地方唯一の保姆養成機関として、キリスト教主義幼稚園だけでなく、一般の幼稚園へも広く人材を供給することとなった。
1923年の関東大震災では、立教学院の築地と池袋の建物も大きな被害を受けたが、チャールズ・ライフスナイダーとともに復興に向けて尽力した。また、築地の立教女学校（現・立教女学院）の建物も焼失したが、石井亮一の協力で滝乃川学園の校舎で授業を再開したのち、キャロライン・ヘイウッドとともに、現在の杉並区久我山の土地での新校舎建設に尽力した。
1927年12月から1935年11月まで聖路加女子学園（現・聖路加国際大学）理事長も務めた。
日本に正教を伝道したロシア人主教ニコライ・カサートキン（のちに亜使徒として正教会で列聖）、およびニコライの後継者となった府主教セルギイ・チホミーロフと親交があった。当時、ニコライおよび彼の指導下にあった日本の正教会は、聖公会と比較的良好な関係にあった。関東大震災で崩落したニコライ堂の再建後、1929年のセルギイ府主教司祷の大聖堂成聖式には、マキムも祭服着用の上で参加している。
神学博士号（D.D.）を取得し、オックスフォード大学とトリニティカレッジから名誉学位を授与されている。日本政府からは勲三等瑞宝章を授与されている。
1935年に離日し、翌年4月4日静養先のハワイで逝去（83歳）。